# キウン
キウン（Kaiwan　カイワン）は、旧約聖書の『アモス書』などに記される星の神。
名前は「宮殿」を意味し、古くは天空神であったとされる。
アッシリアの土星神ニニブの別名であるシクテ（Siccuth）と一対とされる事もある。
新約聖書「使徒行伝」ではロンパ（Rhompha）という名で、牛の姿をした偶像として祀られているという。